# Piper fulgentifolium
Piper fulgentifolium là một loài thực vật có hoa trong họ Hồ tiêu. Loài này được Yunck. miêu tả khoa học đầu tiên năm 1952.